# Сквер Блюдечко (Коломна)
Сквер Блюдечко — древнее поселение на территории Коломенского кремля, с которого, как предполагается, началось развитие современной Коломны. Раскопки 30-х и 90-х годов XX в. подтвердили существование на этой территории древнейшего поселения, относящегося к дьяковской культуре железного века. Здесь стояли первые городские укрепления. Традиционно сквер Блюдечко считается самым древним участком Коломенского кремля и любимым местом народных гуляний коломенцев (в прошлом).